# Parisville
Pour les articles homonymes, voir Paris (homonymie).
Parisville est une municipalité du Québec, située dans la municipalité régionale de comté de Bécancour et la région administrative du Centre-du-Québec.

## Toponymie
Parisville doit son nom au fait que plusieurs familles portant le patronyme Paris habitaient ce secteur de Saint-Jean-de-Deschaillons à partir des années 1820. À partir de 1882, un bureau de poste a ouvert dans la localité sous le nom de Parisville. Lors de la création de la municipalité en 1900, il y a eu un débat si la municipalité devrait porter le nom de son saint patron, Saint-Jacques-de-Compostelle. Finalement, l'existence d'un bureau de poste avec le nom de Parisville favorisa l'adoption de « Saint-Jacques-de-Parisville » comme nom pour la nouvelle municipalité. Sous le poids de l'usage, le conseil municipal décide de ne retenir que Parisville en 1986.

## Géographie
La Petite rivière du Chêne traverse l'ouest de la municipalité du sud-ouest, qu'elle délimite, vers le nord.
La rivière aux Ormes en délimite le sud en coulant vers l'ouest jusqu'à sa confluence avec la Petite rivière du Chêne.

## Démographie
| 1996 | 2001 | 2006 | 2011 | 2016 | 2021 |
| ---- | ---- | ---- | ---- | ---- | ---- |
| 553  | 533  | 487  | 528  | 530  | 396* |

## Administration
Les élections municipales se font en bloc pour le maire et les six conseillers.
| Parisville Maires depuis 2001                                                                                        |                 |         |          |
| Élection | Maire           | Qualité | Résultat |
| 2001 | Roland Laquerre |         | Voir     |
| 2005 | Roland Laquerre | Voir    |          |
| 2009 | Maurice Grimard |         | Voir     |
| 2013 | Maurice Grimard | Voir    |          |
| 2017 | Maurice Grimard | Voir    |          |
| 2021 | René Guimond    |         | Voir     |
| Élection partielle en italique Depuis 2005, les élections sont simultanées dans toutes les municipalités québécoises |                 |         |          |

## Attraits
Le parc linéaire le « Petit Deschaillons » est un parc qui porte le nom d'un train bien connu des habitants de la région et qui est aménagé le long de l'ancienne voie ferrée.